# Moster Malvina
Moster Malvina - Dramatisk situation i en akt är en komedi av Anne Charlotte Leffler, utgiven 1891 som en del av samlingen Tre komedier. Pjäsen hade urpremiär på Dagmarteatret, Köpenhamn samma år. Den förblev länge ospelad i Sverige innan den 2014 sattes upp på Strindbergs Intima Teater i Stockholm.
Moster Malvina bygger på en novell med samma namn, först publicerad i samlingen Ur lifvet III:II.

## Handling
Handlingen utspelar sig i en akt och på ett nybildat hem för pauvres honteuses i Göteborg. Protagonisten Moster Malvina sitter lite för sig själv i ett hörn. Publiken märker snart att de övriga fruarna har en konflikt med Malvina, i synnerhet Fru Svensson. Malvina får utstå anklagelser om att vara för mer än andra och blir även utfrågad om sin dotter, Klara, och huruvida hon verkligen är gift (där det implicit antyds att hon är lösaktig).
Efterhand kommer så dottern Klara på besök. Dottern är mycket ledsen och förklarar att hon lämnat sin man och att hennes barn har dött. Hon förklarar vidare att hon aldrig har varit gift och att hennes man har varit otrogen. Moster Malvina skjuter till en början dottern ifrån sig, men tar sedan hennes parti och försvarar henne gentemot de anklagelser som de andra damerna kommer med. Pjäsen avslutas med att Malvina säger upp sitt logi på hemmet, tar Klara med sig och går ut (med repliken "det här är inte ett ställe för oss!").

## Personer
- Moster Malvina Isberg, kusin med fru Billgren
- Klara, Malvinas dotter
- Fru Lydia Billgren, senior
- Fru Mina Billgren, hennes sonhustru
- Fru Hulda Hjort, född Billgren
- Pauvres honteuses:
- Fru Svensson
- Fru Ström
- Fru Rosin
- Fem andra fruar
- Städerskan

## Utgåvor
Moster Malvina utgavs första gången 1891, som en del av samlingen Tre komedier. 2004 utkom den som e-bok. Pjäsen finns översatt till danska, tyska och italienska.

## Uppsättningar
Moster Malvina hade urpremiär på Dagmarteatret i Köpenhamn 1891.
Den förblev länge ospelad i Sverige innan den 2014 sattes upp på Strindbergs Intima Teater i Stockholm. Pjäsen regisserades då av Mathias Lafolie och i rollen som moster Malvina sågs Anita Wall.

### Fotnoter
1. ↑  Lauritzen 2012, s. 462, 502
2. ↑  Leffler, Anne Charlotte (1891). Tre komedier. Stockholm: Albert Bonniers Förlag. sid. 160
3. ↑  ”Sökning: Anne Charlottle Leffler Moster Malvina”. Libris.kb.se. http://libris.kb.se/hitlist?d=libris&q=Anne+Charlotte+Leffler+Moster+Malvina&f=simp&spell=true&hist=true&p=1. Läst 18 november 2010.
4. ↑  ”Moster Malvina”. Dramawebben.com. Arkiverad från originalet den 2 oktober 2012. https://web.archive.org/web/20121002230846/http://www.dramawebben.se/pjas/moster-malvina. Läst 18 november 2010.
5. ↑  ”Moster Malvina”. Strindbergs intima teater. Arkiverad från originalet den 10 mars 2014. https://web.archive.org/web/20140310073430/http://www.strindbergsintimateater.se/repertoar/aktuella/moster-malvina1. Läst 26 mars 2014.